# Menzel Bouzaiane (délégation)
Menzel Bouzaiane est une délégation tunisienne dépendant du gouvernorat de Sidi Bouzid.
En 2004, elle compte 23 668 habitants dont 11 510 hommes et 12 158 femmes répartis dans 4 913 ménages et 6 120 logements.